# Marial Shayok
Marial Shayok (ur. 26 lipca 1996 w Ottawie) – południowosudańsko-kanadyjski koszykarz, występujący na pozycji rzucającego obrońcy, obecnie zawodnik Bursaspor Basketbol. 
W 2012 zdobył srebrny medal podczas turnieju Nike Global Challenge. Rok później zajął w nim wraz z drużyną siódme miejsce
W 2014 wystąpił w meczu gwiazd amerykańskich szkół średnich – Jordan Classic Regional.
W 2019 reprezentował Philadelphia 76ers podczas rozgrywek letniej ligi NBA.

## Osiągnięcia
Stan na 7 lutego 2021, na podstawie, o ile nie zaznaczono inaczej.
NCAA
- Uczestnik rozgrywek:
  - Elite 8 turnieju NCAA (2016)
  - II rundy turnieju NCAA (2015–2017)
  - turnieju NCAA (2015–2017, 2019)
- Mistrz
  - turnieju konferencji Big 12 (2019)
  - sezonu regularnego konferencji Atlantic Coast (2015)
- Most Outstanding Player (MOP=MVP) turnieju Big 12 (2019)[4]
- Zaliczony do:
  - I składu:
    - Big 12 (2019)
    - najlepszych nowo-przybyłych zawodników Big 12 (2019)
    - turnieju:
      - Big 12 (2019)
      - Portsmouth Invitational Tournament (2019)

  - składu honorable mention All-American (2019 przez Associated Press)

Indywidualne
- Zaliczony do:
  - I składu:
    - turnieju Nike Global Challenge (2013)
    - debiutantów G-League (2020)[5]

  - III składu G-League (2020)[5]

Reprezentacja
- Brązowy medalista mistrzostw Ameryki U–16 (2011)
- Uczestnik mistrzostw świata U–17 (2012 – 5. miejsce)
- Współlider igrzysk olimpijskich w skutecznosci rzutów wolnych (2024 – 100%)[6]